# Wolxheim
Wolxheim je občina v departmaju Bas-Rhin francoske regije Alzacija.
Leta 1990 je v občini živelo 795 oseb oz. 272 oseb/km².